# Joseph Serge Miot

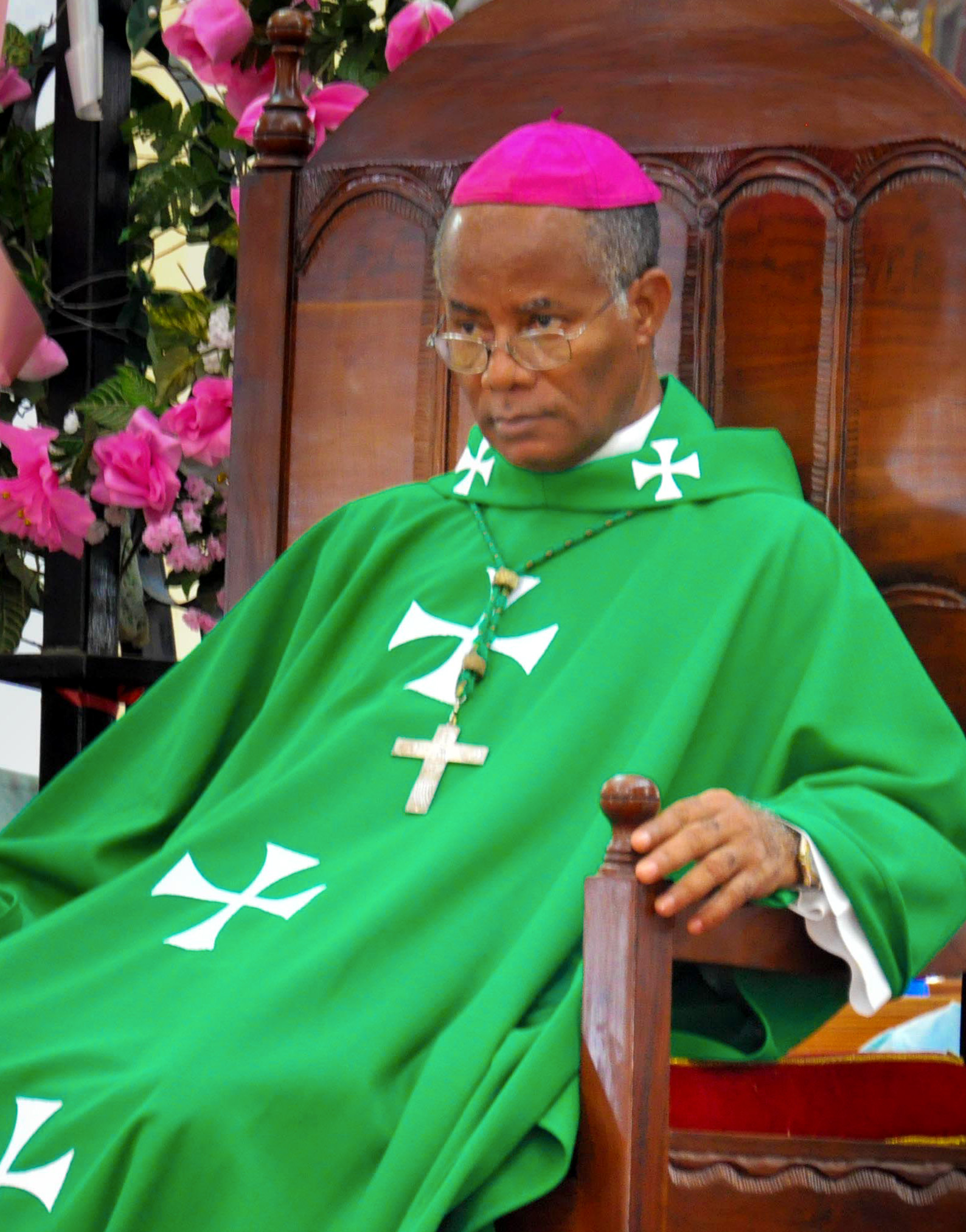
Joseph Serge Miot

Joseph Serge Miot (* 23. November 1946 in Jérémie, Haiti; † 12. Januar 2010 in Port-au-Prince, Haiti) war Erzbischof von Port-au-Prince.

## Leben
Joseph Serge Miot studierte Philosophie und Theologie am Grand Séminaire Notre-Dame de Turgeau in Port-au-Prince. Er empfing am 4. Juli 1975 in der Kathedrale von Jérémie die Priesterweihe durch Bischof Rémy Augustin SMM und war zunächst Vikar in Jérémie. Ab 1975 studierte er Philosophie an der Päpstlichen Universität Urbaniana in Rom, wo er 1982 zum Dr. phil. promoviert wurde. Von 1978 bis 1994 war er Professor für Philosophie am Grand Séminaire Notre-Dame de Turgeau. Von 1994 bis 1995 hatte er eine Gastprofessur am Institut Catholique de Paris inne. Von 1996 bis 1998 war er Rektor der Université Notre Dame d’Haïti.
Papst Johannes Paul II. ernannte ihn 1997 zum Koadjutorbischof und Apostolischen Administrator sede plena des Erzbistums Port-au-Prince. Die Bischofsweihe spendete ihm am 12. Oktober 1997 Erzbischof Christophe Pierre, Apostolischer Nuntius in Haiti; Mitkonsekratoren waren François Gayot SMM, Erzbischof von Cap-Haïtien und Erzbischof François-Wolff Ligondé. Joseph Serge Miot trat am 1. März 2008 die Nachfolge des zurückgetretenen Ligondé als Erzbischof von Port-au-Prince an. Er war Präsident der Kommission für die Evangelisation und Mission sowie der Kommission für Frieden und Gerechtigkeit der Bischofskonferenz in Haiti. Er war seit 1999 Mitglied der Päpstlichen Kommission für Lateinamerika.
Erzbischof Serge Miot starb im Alter von 63 Jahren bei dem Erdbeben in Haiti am 12. Januar 2010. Er wurde in seinem Büro von Trümmern erschlagen. Bei dem Erdbeben wurde auch die Kathedrale von Port-au-Prince zerstört.
An den Trauerfeierlichkeiten für den Erzbischof am 23. Januar 2010 nahmen über 1.000 Menschen teil. Zu den versammelten Würdenträgern gehörten Staatspräsident René Préval und der Apostolische Nuntius Erzbischof Bernardito Cleopas Auza. Die Trauerfeier wurde in einem kleinen Park abgehalten. Dort stand neben dem Sarg von Joseph Serge Miot auch der des Vikars Charles Benoit, der ebenfalls bei dem Beben umgekommen war.